# Glass Casket
Glass Casket es una banda de deathcore originaria de Winston-Salem, Carolina del Norte. Su nombre original era Gadrel cuando lanzaron su primera demo, titulada To Cherish A Falsity. Algunos de sus integrantes provenían de una banda llamada Narayan, tras su disolución.
El estilo de la banda se puede clasificar como una mezcla de metal progresivo y la voz gutural del death metal, junto con los gritos y breakdowns del metalcore. La banda además usa voces limpias, lo que varía un poco el género original de este grupo.
Después de 17 años desde el último lanzamiento, en 2023 anuncian la salida de material nuevo tras firmar con la discográfica Silent Pendulum Records. 

## Miembros
- Adam Cody - voz principal (2001-presente) ( Wretched , Columns, ex-Zero System, ex-Anything on Fire, ex-Vanisher, ex-Nysiis, ex-Vehemence)
- Wes Hauch - guitarras (2014-presente) (Alluvial, ex- The Faceless , ex- Black Crown Initiate)
- Dustie Waring - guitarras (2001-presente) (Between the Buried and Me)
- Sid Menon - bajo, voz limpia (2002-presente) (ex-Upheld, ex-Yearling)
- Blake Richardson - batería (2001–presente) (Between the Buried and Me)

### Miembros Pasados
- Ian Blake "Blakey Boo" Tuten - guitarras (2001-2006)
- Jake Troth - guitarras (2006-2013) (ex-Columns, ex-Desist, Seneca)

## Discografía
- To Cherish A Falsity (2002)
- We Are Gathered Here Today (10 de febrero de 2004)
- We Are Gathered Here Today Reissue (21 de marzo de 2006)
- Desperate Man's Diary (27 de junio de 2006)